# Thermococcus alcaliphilus
A Thermococcus alcaliphilus egy hipertermofil Archaea faj. Az archeák – ősbaktériumok – egysejtű, sejtmag nélküli prokarióta szervezetek. Gömb alakú, és heterotróf. Először egy sekélytengeri hidrotermális rendszerben izolálták Vulcano-szigeten, Olaszországban. Típustörzse AEDII12 (DSM 10322).